# Rasqueado
Rasqueado é um nome dado a vários estilos musicais presentes na cultura, tanto brasileira como estrangeira. Com origem cuiabana, é possível encontrar o nome rasqueado ou rasgueado em um estilo de tocar oriundo da Espanha. No Brasil, é possível encontrar dois grandes ramos de rasqueado, quais sejam o rasqueado sul-matogrossense, o qual tem na dupla Delio e Delinha seus maiores expoentes, e o rasqueado cuiabano, ritmo típico da região de Cuiabá, em Mato Grosso.
O rasqueado sul-matogrossense possui claras influências de músicas fronteiriças, como a guarânia, a polca paraguaia e o chamamé, sendo por vezes difícil a diferenciação entre cada estilo, pois os mesmos tem em comum o andamento em compasso ternário.
Não é possível definir ao certo um criador para o rasqueado sul-matogrossense, porém, ao que tudo indica, foi Mário Zan o primeiro a lançar as bases para o mesmo. Ainda antes da dupla Delio e Delinha, Nhô Pai compôs e executou canções no estilo.
Atualmente, existem muitas duplas que cantam em rasqueado sul-matogrossense, mesmo sem o saber, sendo também bastante corriqueiro a denominação de chamamé ou música caipira para músicas que, em uma definição mais detalhada, seriam classificadas como rasqueado sul-matogrossense.
Rasqueado cuiabano é um estilo de música e de dança regional do centro-oeste brasileiro, mais precisamente na Região Metropolitana de Cuiabá onde se localiza a capital do  ,estado de Mato Grosso, Cuiabá.
O ritmo folclórico do rasqueado e sua respectiva dança — também marcantes em cidades e regiões ribeirinhas da Bacia do rio Paraguai como Cáceres, Barra do Bugres e Corumbá (hoje em Mato Grosso do Sul) —, ainda muito presentes na cultura popular ribeirinha cuiabana, receberam influência da polca paraguaia — quando prisioneiros paraguaios ficaram confinados na margem direita do rio Cuiabá, hoje município de Várzea Grande, durante a Guerra do Paraguai — e do siriri mato-grossense. Desse contato dos refugiados com a população ribeirinha e da mistura do violão paraguaio com a viola-de-cocho surgiria o rasqueado.